# Besser als Schule
Besser als Schule ist eine deutsche Teenie-Filmkomödie, die am 29. April 2004 in die Kinos kam und 2005 im Bayerischen Fernsehen zu sehen war. Der Film erhielt unter anderem finanzielle Fördermittel von der Mitteldeutschen Medienförderung (MDM), der Filmstiftung NRW und der Filmförderungsanstalt. Die Hauptdarsteller Eric Benz, Gabriel Andrade, Thorsten Feller und Melanie Wichterich waren zuvor in verschiedenen Soaps zu sehen.

## Handlung
Der Film handelt von Steven, der sich in Dana verliebt hat. Diese wiederum hat aber nur Augen für den Popstar Marc, den sein Manager wieder zur Schule schickt, weil er dies für einen guten PR-Gag hält.

## Kritik
„Teenie-Komödie mit zahlreichen Verweisen auf Fernsehsoaps, die ihre klischeehafte Handlung mit einer pseudokritischen Reflexion der Jugendkultur auflädt, deren Versatzstücke jedoch lediglich aus purer Vermarktungsstrategie zu nutzen versucht.“

„Schlimmer geht's nimmer! Platt, abgedroschen und schlecht inszeniert präsentiert sich das Regiedebüt von Simon X. Rost, einst Werbefilmer und freier Redakteur bei der "Harald Schmidt Show", der hier wohl die erste Liebe in den Zeiten des Starkultes aufs Korn nehmen wollte. Im Gegensatz zu glaubhaften Teenager-Filmen wie „Die Klasse von ’99“, „Schule“ oder „Crazy“ nimmt man Rosts Protagonisten ihre Gefühlsschwankungen nicht ab. Das liegt sicher auch an dem unglaubwürdigen Drehbuch des Duos Anja Detzner und Christoph Bob Konrad.“